# بني اعمار (حجر المير)
بني اعمار هو دُوَّار يقع بجماعة الربع الفوقي، إقليم تازة، جهة فاس مكناس في المملكة المغربية. ينتمي الدوّار لمشيخة حجر المير التي تضم 7 دواوير. يقدر عدد سكانه بـ 1128 نسمة حسب الإحصاء الرسمي للسكان والسكنى لسنة 2004.

## روابط خارجية
- البوابة الوطنية للجماعات الترابية نسخة محفوظة 12 مارس 2018 على موقع واي باك مشين.
- المندوبية السامية للتخطيط